# Roosa Laakkonen
Roosa Laakkonen (ur. 4 czerwca 1994) – fińska siatkarka, reprezentantka kraju, grająca na pozycji środkowej.
Wychowanka klubu Sotkamon Jymy. W sezonie 2017/2018 występowała w niemieckiej Bundeslidze, w drużynie USC Münster. Następnie spędziła jeden sezon we francuskim Evreux Volley-Ball. W 2019 roku powróciła do ligi fińskiej do drużyny LP Kangasala. W 2022 roku podpisała kontrakt z niemieckim VfB Suhl Lotto Thüringen, z którym w sezonie 2022/2023 dotarła do półfinału europejskich rozgrywek Pucharu Challenge.
W 2017 roku wraz z reprezentacją Finlandii wywalczyła srebrny medal złotej Ligi Europejskiej.

## Sukcesy klubowe
Puchar Finlandii:
- 2014[8], 2021[9]

Liga fińska:
- 2015[10], 2022[11]
- 2021[12]

## Sukcesy reprezentacyjne
Złota Liga Europejska:
- 2017